# Martina Pachmanová
Martina Pachmanová (* 21. Mai 1970 in Prag) ist eine tschechische Kunsthistorikerin, Kunstkritikerin und Kuratorin. Im Mittelpunkt ihres Interesses liegt die moderne und zeitgenössische Kunst aus der Perspektive von Geschlecht und Feminismus, sie griff umfassend auch den Gender-Aspekt in der tschechischen modernen Kunst auf. Sie hat sich um die Wiederentdeckung „vergessener“ Künstlerinnen aus der Zwischenkriegszeit in der Tschechoslowakei verdient gemacht. Sie studierte in Prag und an einigen Universitäten im Ausland und ist Dozentin (assistant professor) an der Akademie für Kunst, Architektur und Design Prag (UMPRUM), 2003 bis 2005 dann im Rang einer Professorin.

## Professionelle Laufbahn
Martina Pachmanová ist Kunsthistorikerin, Kuratorin sowie Kunstkritikerin. Sie studierte Kunstgeschichte und Ästhetik an der Philosophischen Fakultät der Karlsuniversität, wo sie 2003 auch ihre Dissertation verteidigte. Sie erhielt mehrere Forschungsstipendien. 1998 erhielt sie ein zweijähriges Stipendium des Research Support Scheme, in dessen Rahmen sie sich mit dem Gender-Aspekt in der tschechischen modernen Kunst befasste. Schließlich erhielt sie auch ein Stipendium der Fulbright Foundation, mit dem sie von 2000 bis 2001 an der Harvard University studieren konnte.
In ihrer wissenschaftlichen Arbeit beschäftigt sich Pachmanová hauptsächlich mit Fragen des Geschlechts und des Feminismus im Bereich der modernen und zeitgenössischen visuellen Kunst und Kultur. Seit 1996 arbeitet sie als Assistenzprofessorin am Institut für Kunstgeschichte und Ästhetik der Akademie der Künste, Architektur und Design in Prag, wo sie zwischen 2003 und 2005 auch als Vizerektorin für internationale Zusammenarbeit und Öffentlichkeitsarbeit an der Schule tätig war. Sie hält gelegentlich Vorlesungen an den Prager Zweigstellen einiger amerikanischer Universitäten (New York University, University of Washington, American University). 2012 war sie Gastprofessorin an der Brown University in Providence.
In den letzten zehn Jahren hat Pachmanová mehr als 20 Ausstellungen kuratiert. Ihre Essays und Artikel über moderne und zeitgenössische Kunst, von denen sich viele mit Fragen des Geschlechts, der Sexualpolitik und des Feminismus befassen, wurden in Zeitschriften und Ausstellungskatalogen in der Tschechischen Republik, der Slowakei, Kroatien, Deutschland, dem Vereinigten Königreich und den Vereinigten Staaten veröffentlicht.
Martina Pachmanová hat sich um die Wiederentdeckung „vergessener“ Künstlerinnen, die sich in der Zwischenkriegszeit in der Tschechoslowakei unter anderem mit der Gender- und Frauenproblematik auseinandersetzten und später in Vergessenheit gerieten, verdient gemacht.
- Im Fall von Milada Marešová (1901–1987) organisierte sie 2008 eine Ausstellung in Brünn, die sie auch kuratierte.[6]

Milada Marešová war eine tschechische Künstlerin und Illustratorin, Vertreterin der künstlerischen Avantgarde in der Tschechoslowakei der Zwischenkriegszeit. Nach 1939 beteiligte sie sich an der Gestaltung der illegalen Zeitschrift V boj, die der gegen die Besetzung des Landes durch das Dritte Reich kämpfenden Gruppe des tschechoslowakischen Widerstands Obrana národa nahestand, wofür sie zu zwölf Jahren Gefängnis verurteilt wurde.
- Zu Vlasta Vostřebalová-Fischerová (1898–1963) organisierte sie eine Ausstellung 2014 in Prag.[7][8]

Vlasta Vostřebalová-Fischerová, geborene Boskowitz, war eine tschechische Malerin und feministisch orientierte Intellektuelle. Sie beeinflusste die auf soziale Themen ausgerichtete Kunst in der Tschechoslowakei der Zwischenkriegszeit.

## Veröffentlichungen (Auswahl)
- 2004 – Neznámá území českého moderního umění: Pod lupou genderu
- 2006 – Milada Marešová, Waldheimská idyla
- 2008 – Věrnost v pohybu: Hovory o feminismu, dějinách a vizualitě
- 2008 – Milada Marešová: Malířka nové věcnosti
- 2009 – Milada Marešová, Domácí biograf
- 2013 – Zrození umělkyně z pěny limonády: Genderové kontexty české moderní teorie a kritiky umění